# Heart-Shaped Tumor
Heart-Shaped Tumor (englisch für „herzförmige Geschwulst“) ist ein Lied der deutschen Synthiepop-Band De/Vision. Das Stück ist die erste Singleauskopplung aus ihrem sechsten Studioalbum Two.

## Entstehung und Artwork
Geschrieben wurde das Lied von den beiden De/Vision-Mitgliedern Thomas Adam und Steffen Keth, wobei Adam das Lied unter seinem Pseudonym Urban Poetry schrieb. Abgemischt und produziert wurde das Stück durch Georg Kaleve. Die Studioaufnahmen erfolgten im Berliner Mikrokosmos-Studio, im Bremer Palais Aux Etoiles sowie im Pizza Hat in Berlin, als Toningenieur fungierte dabei unter anderem Stefan Ulrich. Das Mastering tätigte die Skyline Tonfabrik in Düsseldorf, unter der Leitung von Kai Blankenberg und Michael Schwabe. Arrangiert und programmiert wurde das Lied durch die Zusammenarbeit von Josef Bach, Kaleve und Keth. Für das Einspielen der Instrumente engagierte man, an der Seite des De/Vision-Mitgliedes Keth (Keyboard), zusätzlich Bach (Gitarre und Keyboard), Lars Baumgardt (Gitarre), Achim Färber (Schlagzeug) und Kaleve (Gitarre und Keyboard).
Auf dem schwarz-weiß gehaltenen Frontcover der Maxi-Single sind – neben Künstlernamen und Liedtitel – die beiden De/Vision-Mitglieder Adam und Keth zu sehen. Die beiden sitzen auf einer Sitzbank, wobei Adam vom Betrachter aus gesehen auf der linken Seite und Keth auf der rechten Seite Platz genommen hat. An der Wand hinter ihnen strahlt ein Wandleuchter. Die Fotoaufnahme wurde vom Mühlheimer Fotografen Harald Hoffmann geschossen. Das Artwork stammt von Dirk Rudolph.

## Veröffentlichung und Promotion
Die Erstveröffentlichung von Heart-Shaped Tumor erfolge als Single am 10. September 2001. Bereits am 2. August 2001 erschien ein Promo-Tonträger. Die Single erschien als Maxi-Single auf CD und beinhaltet neben der Radioversion von Heart-Shaped Tumor drei Remixversionen, eine Instrumentalversion sowie die Lieder Home und Neptune als B-Seiten. Für die Remixe konnte man das norwegische Future-Pop-Projekt Icon of Coil, den deutschen Musikproduzenten Georg Kaleve und das deutsche Future-Pop-Projekt Neuroticfish engagieren. Das Lied erschien unter dem Musiklabel E-Wave Records, einem Sublabel von Drakkar Entertainment, wurde durch BMG Music Publishing vertrieben sowie durch Budde Zwei, Kleefeld und den Strange Ways Musikverlag verlegt.
Am 1. Oktober 2001 erschien Heart-Shaped Tumor als Teil von De/Visions sechsten Studioalbum Two. Ein Jahr später, am 22. April 2002, erschien eine Akustikversion Liedes auf der EP Unplugged. Diese entstand am 16. August 2001 auf der Popkomm in Köln, wo De/Vision ein Akustikkonzert in Kooperation mit VIVA Zwei, für die TV-Sendung Overdrive, gaben.

## Inhalt
Der Liedtext zu Heart-Shaped Tumor ist in englischer Sprache verfasst und bedeutet ins Deutsche übersetzt „herzförmige Geschwulst“. Die Musik wurde von De/Vision-Mitglied Steffen Keth komponiert, der Text von seinem Bandkollegen Thomas Adam – unter dem Pseudonym Urban Poetry – geschrieben. Musikalisch bewegt sich das Lied im Bereich der elektronischen Popmusik, im Stile des Synthiepop.
Aufgebaut ist die Radioversion zu Heart-Shaped Tumor aus zwei Strophen, einer Bridge und einem Refrain. Das Lied beginnt zunächst mit der ersten Strophe, die sich auch sechs Zeilen zusammensetzt. Auf die erste Strophe folgt zunächst der sogenannte „Pre-Chorus“ sowie schließlich der Hauptteil des Refrain. Der gleiche Vorgang wiederholt sich mit der zweiten Strophe. Auf den zweiten Refrain schließt sich die Bridge an, die sich aus Teilen des Pre-Chorus zusammensetzt. Das Lied endet mit dem darauffolgenden dritten Refrain, der in einer erweiterten Fassung dargeboten wird.
| „Now I’m out of love. No one can fill this heart of mine. I ran out of love now. I’m out of… Put an end to yourself. And you’ll be closer, closer. Put an end to yourself. And you’ll be closer, closer.“ – Refrain, Originalauszug | „Jetzt bin ich aus Liebe. Niemand kann mein Herz ausfüllen. Die Liebe ist mir jetzt ausgegangen. Ich bin raus… Setze dir selbst ein Ende. Und du wirst näher sein, näher. Setze dir selbst ein Ende. Und du wirst näher sein, näher.“ – Refrain, Übersetzung |

## Musikvideo
Das Musikvideo zu Heart-Shaped Tumor wurde im August 2001 in den österreichischen Alpen gedreht und zeigt die Geschichte einer mit dem Auto verunglückten Frau. Der ursprüngliche Drehtermin war auf den 26. September beziehungsweise 27. September 2001 datiert. Es beginnt mit ihr, die zunächst bewusstlos in ihrem, auf dem Dach liegenden, Auto liegt. Nach kurzer Zeit erwacht sie, befreit sich „benommen“ aus dem Wrack und sieht sich „verwirrt“ um. Auf der Suche nach Hilfe folgt sie zu barfüßig dem Lauf der anliegenden Straße. Zwischendurch sind immer wieder die beiden De/Vision-Mitglieder zu sehen, die mit ihrem Wagen unterwegs sind, dabei unter anderem die Unfallstelle passieren sowie Fragmente des Unfalls. Gegen Mitte des Videos treffen die beiden von hinten auf die Frau. Die beiden bleiben kurz stehen, ehe sie beschleunigen. Die Frau gerät daraufhin in Panik und beginnt loszurennen, doch die De/Vision-Mitglieder fahren lediglich an ihr vorbei. Auf der weiteren Strecke stoßt sie auf einen Wohnwagen mit Auto. Das Auto ist identisch mit ihrem Unfallwagen, was Erinnerungen in ihr auslösen. Sie klaut das Auto und fährt los. Während der Fahrt nähern sich erneut von hinten die beiden De/Vision-Mitglieder an sie heran. Die Frau verfällt erneut in Panik, beginnt zu weinen und reißt das Steuer herum, womit sie ein Unfall verursacht und sich überschlägt. Das Video endet wie es angefangen hat, mit der Frau die bewusstlos in einem auf dem Dach liegenden Auto liegt. Die Gesamtlänge des Videos beträgt 3:55 Minuten. Regie führte Andreas Richter. Das Musikvideo erschien auf der EP Unplugged am 22. April 2002.

## Mitwirkende
Liedproduktion
- Thomas Adam (Urban Poetry): Liedtexter
- Josef Bach: Arrangement, Gitarre, Keyboard, Programmierung
- Lars Baumgardt: Gitarre
- Kai Blankenberg: Mastering
- Achim Färber: Schlagzeug
- Georg Kaleve: Abmischung, Arrangement, Gitarre, Keyboard, Musikproduzent, Programmierung
- Steffen Keth: Arrangement, Keyboard, Komponist, Programmierung
- Michael Schwabe: Mastering
- Stefan Ulrich: Toningenieur

Artwork
- Harald Hoffmann: Fotograf (Cover)
- Andreas Richter: Regisseur (Musikvideo)
- Dirk Rudolph: Artwork (Cover)

Unternehmen
- BMG Music Publishing: Vertrieb
- Budde Zwei: Verlag
- E-Wave Records: Musiklabel
- Kleefeld: Verlag
- Mikrokosmos-Studio: Tonstudio
- Palais Aux Etoiles: Tonstudio
- Pizza Hat: Tonstudio
- Skyline Tonfabrik: Mastering
- Strange Ways Musikverlag: Verlag

## Rezeption

### Rezensionen
Michael Edele vom deutschsprachigen Online-Magazin laut.de vergab für das Album Two drei von fünf Sternen und beschrieb De/Vision als „Depeche-Mode-Klon“. Während seiner Kritik ist er der Meinung, dass Heart-Shaped Tumor „stark“ an die anderen „Depeche-Mode-Klone“ Paradise Lost erinnere.
Oliver Ding vom deutschsprachigen E-Zine Plattentests.de bewertete Two mit vier von zehn Punkten. In seinen Augen lasse der Titel Heart-Shaped Tumor so etwas wie Energie „schmerzlich vermissen“. Scheinbar sei „aller Strom“ in die Synthesizer „gewandert“.

### Charts und Chartplatzierungen
Heart-Shaped Tumor erreichte am 24. September 2001 die deutschen Singlecharts und belegte dabei Rang 89. Die Single platzierte sich eine Woche in den Top 100. Für De/Vision ist es der fünfte und bislang letzte Charthit in Deutschland. Adam erreichte nach We Fly… Tonight (De/Vision) und Take (My Breath Away) (Green Court feat. De/Vision) zum dritten Mal die deutschen Singlecharts als Autor. Für Keth ist es nach Take (My Breath Away) die zweite Autorenbeteiligung in den deutschen Charts. Kaleve erreichte als Produzent zum dritten Mal nach Still (Vivid) und Foreigner (De/Vision) die deutschen Singlecharts.